# Middletown (Nova Jérsei)
Middletown é uma cidade localizada no estados americano de Nova Jérsei.
É uma "township" no condado de Monmouth, Nova Jersey, Estados Unidos. De acordo com o Censo dos Estados Unidos de 2010, o município tinha uma população total de 66.522, tornando-o o município mais populoso do condado e o 16º maior município do estado em população, tendo visto um aumento de 195 residentes (0,3%) de sua população de 66.327 no Censo de 2000, quando era o 17º município mais populoso do estado, que, por sua vez, diminuiu 1.856 (-2,7%) dos 68.183 contados no Censo de 1990 . Middletown é um dos locais mais antigos de colonização europeia em Nova Jersey.